# Aristolochia phetchaburiensis
Aristolochia phetchaburiensis är en piprankeväxtart som beskrevs av Chuakul & Saralamp. Aristolochia phetchaburiensis ingår i släktet piprankor, och familjen piprankeväxter. Inga underarter finns listade i Catalogue of Life.